# Джефферсон-Дейвис (приход)
Дже́фферсон-Де́йвис (англ. Jefferson Davis Parish, фр. Paroisse de Jefferson Davis) — приход штата Луизиана, США. Официально образован в 1913 году. По состоянию на 2010 год, численность населения составляла 31 594 человека. Назван в честь Джефферсона Дэвиса (Дейвиса) — первого и единственного президента Конфедеративных Штатов Америки во время Гражданской войны в США.

## География
По данным Бюро переписи США, общая площадь прихода равняется 1 706,812 км2, из которых 1 686,092 км2 — суша, и 18,648 км2, или 1,1 %, — это водоёмы.

## Население
По данным переписи населения 2000 года на территории прихода проживает 31 435 жителей в составе 11 480 домашних хозяйств и 8529 семей. Плотность населения составляет 19 человек на км2. На территории прихода насчитывается 12 824 жилых строения, при плотности застройки около 8-ми строений на км2. Расовый состав населения: белые — 80,6 %, афроамериканцы — 17,79 %, коренные американцы (индейцы) — 0,38 %, азиаты — 0,19 %, гавайцы — 0,01 %, представители других рас — 0,2 %, представители двух или более рас — 0,82 %. Испаноязычные составляли 0,99 % населения независимо от расы.
В составе 37,2 % из общего числа домашних хозяйств проживают дети в возрасте до 18 лет, 56,8 % домашних хозяйств представляют собой супружеские пары, проживающие вместе, 13,7 % домашних хозяйств представляют собой одиноких женщин без супруга, 25,7 % домашних хозяйств не имеют отношения к семьям, 22,6 % домашних хозяйств состоят из одного человека, 10,7 % домашних хозяйств состоят из престарелых (65 лет и старше), проживающих в одиночестве. Средний размер домашнего хозяйства составляет 2,7 человека, и средний размер семьи 3,18 человека.
Возрастной состав прихода: 29,3 % моложе 18 лет, 9,1 % от 18 до 24, 27,3 % от 25 до 44, 21 % от 45 до 64 и 21 % от 65 и старше. Средний возраст жителя прихода 34 лет. На каждые 100 женщин приходится 92,5 мужчин. На каждые 100 женщин старше 18 лет приходится 87,5 мужчин.
Средний доход на домохозяйство прихода составлял 27 736 $, на семью — 33 129 $. Среднестатистический заработок мужчины был 28 279 $ против 18 668 $ для женщины. Доход на душу населения составлял 13 398 $. Около 18,1 % семей и 20,9 % общего населения находились ниже черты бедности, в том числе — 25,4 % молодежи (тех, кому ещё не исполнилось 18 лет) и 19,9 % тех, кому было уже больше 65 лет.